# Liste der Baudenkmäler in Wolfersdorf

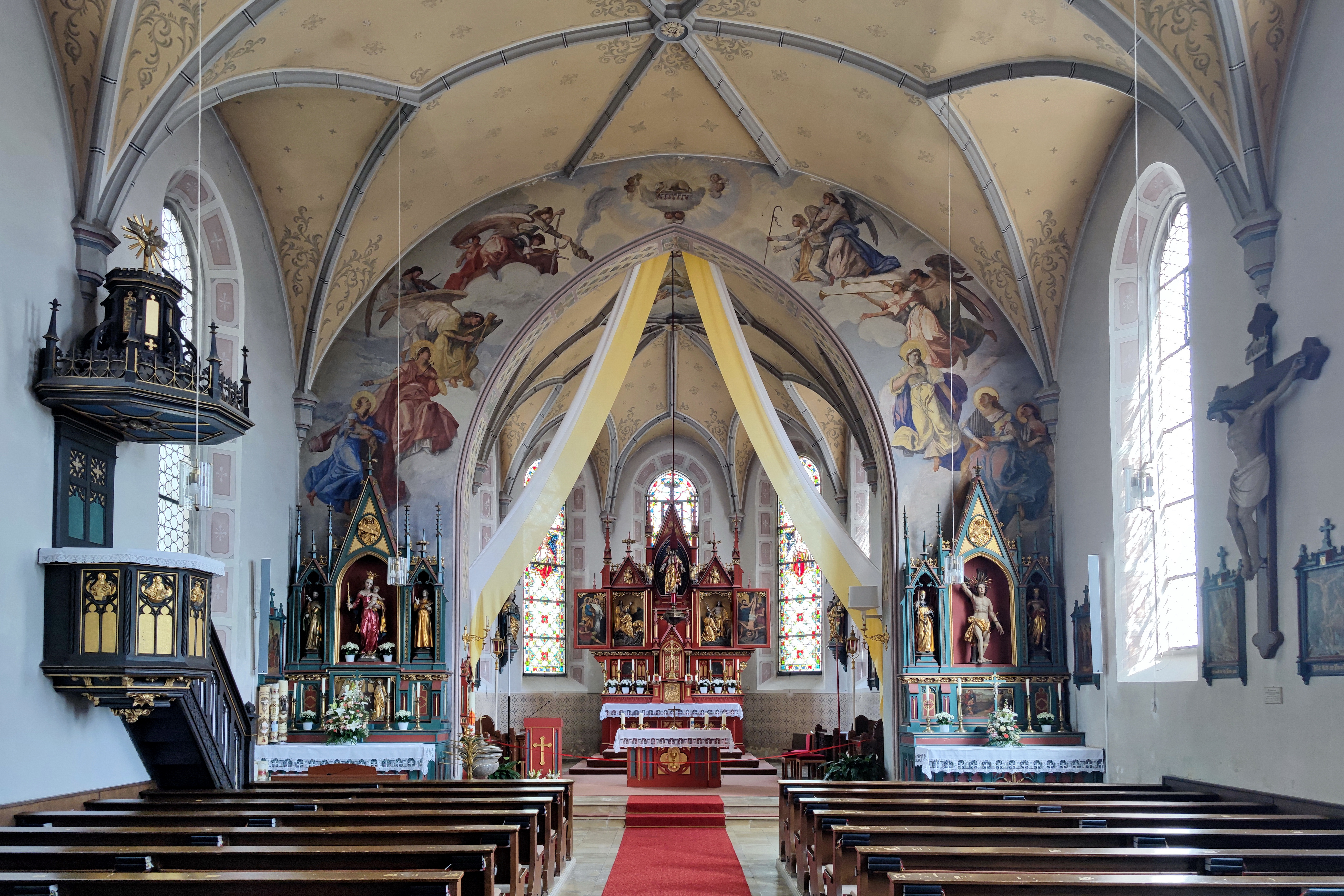
Innenraum von St. Petrus in Wolfersdorf

Auf dieser Seite sind die Baudenkmäler in der oberbayerischen Gemeinde Wolfersdorf zusammengestellt. Diese Tabelle ist eine Teilliste der Liste der Baudenkmäler in Bayern. Grundlage ist die Bayerische Denkmalliste, die auf Basis des Bayerischen Denkmalschutzgesetzes vom 1. Oktober 1973 erstmals erstellt wurde und seither durch das Bayerische Landesamt für Denkmalpflege geführt wird. Die folgenden Angaben ersetzen nicht die rechtsverbindliche Auskunft der Denkmalschutzbehörde.

## Baudenkmäler nach Ortsteilen

### Wolfersdorf
| Lage                     | Objekt                             | Beschreibung | Akten-Nr.    | Bild           |
| ------------------------ | ---------------------------------- | --- | ------------ | -------------- |
| Ringstraße 10 (Standort) | Katholische Pfarrkirche St. Petrus | Stattlicher Saalbau mit leicht eingezogenem Polygonalchor, angefügter zweigeschossiger Sakristei und Beinhaus sowie Chorflankenturm, in neugotischem Stil erbaut 1867/71; mit Ausstattung | D-1-78-156-3 | weitere Bilder |
| Ringstraße 11 (Standort) | Gasthaus                           | Stattlicher zweigeschossiger Putzbau mit Satteldach, bezeichnet mit 1819 | D-1-78-156-4 | weitere Bilder |

### Berghaselbach
| Lage                       | Objekt                              | Beschreibung | Akten-Nr.    | Bild           |
| -------------------------- | ----------------------------------- | --- | ------------ | -------------- |
| Berghaselbach 3 (Standort) | Katholische Filialkirche St. Thomas | Kleiner barocker Saalbau mit stark eingezogener Apsis, Westturm und angefügter Sakristei, 1752; mit Ausstattung | D-1-78-156-6 | weitere Bilder |

### Heigenhausen
| Lage                       | Objekt  | Beschreibung                                                                           | Akten-Nr.    | Bild |
| -------------------------- | ------- | -------------------------------------------------------------------------------------- | ------------ | ---- |
| Hopfenstraße 15 (Standort) | Kapelle | Kleiner Saalbau mit eingezogenem Polygonalchor und Giebelreiter, 1874; mit Ausstattung | D-1-78-156-7 | BW   |

### Jägersdorf
| Lage                         | Objekt                                | Beschreibung | Akten-Nr.    | Bild           |
| ---------------------------- | ------------------------------------- | --- | ------------ | -------------- |
| Leonhardstraße 18 (Standort) | Katholische Filialkirche St. Leonhard | Spätbarocker Saalbau mit eingezogener Apsis, Chorflankenturm mit Zwiebelhaube und angefügter Sakristei, erbaut 1717; mit Ausstattung | D-1-78-156-8 | weitere Bilder |

### Kastenhofen
| Lage                | Objekt     | Beschreibung                                                                                   | Akten-Nr.    | Bild           |
| ------------------- | ---------- | ---------------------------------------------------------------------------------------------- | ------------ | -------------- |
| Haidfeld (Standort) | Hofkapelle | Kleiner neugotischer Saalbau mit eingezogener Apsis und Nordturm, erbaut 1893; mit Ausstattung | D-1-78-156-9 | weitere Bilder |

### Oberhaindlfing
| Lage                         | Objekt                               | Beschreibung | Akten-Nr.     | Bild           |
| ---------------------------- | ------------------------------------ | --- | ------------- | -------------- |
| Hochstraße 8, 10 (Standort)  | Wegkapelle                           | Nischenkapelle am westlichen Ortsende, Anfang 20. Jahrhundert | D-1-78-156-12 | Wegkapelle     |
| Hochstraße 14, 16 (Standort) | Katholische Filialkirche St. Jakobus | Neubarocker Saalbau mit geschwungenem Ziergiebel, eingezogener Apsis, Chorflankenturm mit Zwiebelhaube und angefügter Sakristei, von Johann Baptist Schott 1908/09 errichtet; mit Ausstattung | D-1-78-156-10 | weitere Bilder |
| Hochstraße 37 (Standort)     | Wegkapelle                           | Am östlichen Ortsende, Anfang 20. Jahrhundert | D-1-78-156-11 | Wegkapelle     |

### Thonhausen
| Lage                        | Objekt                               | Beschreibung | Akten-Nr.     | Bild                  |
| --------------------------- | ------------------------------------ | --- | ------------- | --------------------- |
| Haidhofstraße 14 (Standort) | Ehemaliges Bauernhaus                | Wohnstallbau mit Greddach und ehemaliger Schmiede im giebelseitigen Untergeschoss, erbaut 1872                                                     | D-1-78-156-14 | Ehemaliges Bauernhaus |
| Kolomanstraße 3 (Standort)  | Katholische Filialkirche St. Coloman | Doppelgeschossige romanische Chorturm- und Wehrkirche des 13. Jahrhunderts, Langhausverlängerung, Sakristei und Turmerhöhung 1696; mit Ausstattung | D-1-78-156-13 | weitere Bilder        |

### Unterhaindlfing
| Lage                     | Objekt  | Beschreibung                                                                      | Akten-Nr.     | Bild           |
| ------------------------ | ------- | --------------------------------------------------------------------------------- | ------------- | -------------- |
| Hochstraße 55 (Standort) | Kapelle | Putzbau mit eingezogenem Polygonalchor und Giebelreiter, um 1880; mit Ausstattung | D-1-78-156-15 | weitere Bilder |

## Ehemalige Baudenkmäler
In diesem Abschnitt sind Objekte aufgeführt, die früher einmal in der Denkmalliste eingetragen waren, jetzt aber nicht mehr. Objekte, die in anderem Zusammenhang also z. B. als Teil eines Baudenkmals weiter eingetragen sind, sollen hier nicht aufgeführt werden. Aktennummern in diesem Abschnitt sind ehemalige, jetzt nicht mehr gültige Aktennummern.

| Lage                                        | Objekt                     | Beschreibung                                                                  | Akten-Nr.        | Bild |
| ------------------------------------------- | -------------------------- | ----------------------------------------------------------------------------- | ---------------- | ---- |
| Wolfersdorf Ebersdorfer Straße 8 (Standort) | Ehemaliges Kleinbauernhaus | Erdgeschossiger Blockbau mit Greddach, 2. Hälfte 18. Jahrhundert              | D-1-78-156-1 (?) | BW   |
| Wolfersdorf Ringstraße 5 (Standort)         | Bauernhaus                 | Ehemaliger Teil des Schlosses Wolfersdorf, mit Walmdach, wohl 18. Jahrhundert | D-1-78-156-2 (?) | BW   |
| Badendorf Am östlichen Ortsrand (Standort)  | Ortsschild                 | Gusseisen, um 1870/80                                                         | D-1-78-156-5 (?) | BW   |